# Ida Lehner
Ida Lehner (* 19. März 1873 in Wildhaus; † 24. Januar 1933 in Arosa) war eine Schweizer Arbeiterinnensekretärin. 

## Leben
Lehner wurde 1873 im toggenburgischen Wildhaus als Tochter des Lehrers Johann Josef Lehner geboren. Eigentlich hätte sie wie ihre Schwester, die ausserdem Ordensschwester wurde, Lehrerin werden sollen. Lehner gelangte allerdings nach Zürich in die Liebfrauenpfarrei, wo ihr Engagement im christlich-sozialen Umfeld begann. 1905 wurde sie die erste Arbeiterinnensekretärin auf dem christlich-sozialen Arbeiterinnensekretariat in Zürich. Sie hatte grosse Handlungsfreiheit in ihrem Amt und spielte mit ihrem Engagement in der christlich-sozialen Bewegung eine wichtige Rolle. Sie gründete diverse Untersektionen. Sie war von 1905 bis 1933 Sekretärin des Verbands des weiblichen katholischen Hotel- und Wirtschaftspersonals. Ab 1909 organisierte die tiefgläubige Lehner Exerzitien in Arbeiterinnenkreisen. Ausserdem bot sie diverse Kurse zu Themen wie Energiesparen, Benehmen oder Konservieren an. Im SAFFA-Jahr 1928 befasste sich der vierte christlich-soziale Arbeiterkongress ausschliesslich mit der Frauenfrage. Lehner hielt eines der beiden Referate.